# Gyula Zsengellér
Gyula Zsengellér (27. prosince 1915, Cegléd – 29. března 1999, Nikósie) byl maďarský fotbalista. Hrával na pozici útočníka.
S maďarskou reprezentací získal stříbrnou medaili na mistrovství světa ve Francii roku 1938. K úspěchu svého mužstva přispěl zásadním způsobem, když v průběhu turnaje vstřelil 5 branek a stal se tak druhým nejlepším střelcem mistrovství. Na tomto šampionátu byl federací FIFA zařazen i do all-stars týmu. Celkem za národní tým odehrál 39 utkání, v nichž nastřílel 32 gólů.
Je oceňován jako jeden z nejlepších střelců historie. V historické tabulce maďarských reprezentačních střelců je na osmém místě. V historické tabulce střelců maďarské ligy je s 387 góly na místě třetím. V pěti ročnících byl nejlepším střelcem této ligy (1938, 1939, 1943, 1944, 1945). Mezinárodní federace fotbalových historiků a statistiků ho zpětně vyhlásila nejlepším evropským ligovým střelcem v letech 1939 a 1945., šestým nejlepším ligovým střelcem všech dob a šestnáctým nejlepším střelcem vůbec.